# حشوة متحركة
الحشوة المتحركة أو حشوة هنري المتحركة (بالإنجليزية: mobile wad of Henry)‏ هي مجموعة من العضلات التالية الموجودة في الحيز الخلفي للساعد:
- العضلة العضدية الكعبرية
- العضلة الكعبرية الطويلة الباسطة للرسغ
- العضلة الكعبرية القصيرة الباسطة للرسغ

كما تسمى أحيانا «بالحيز الجانبي» أو «المجموعة الكعبرية» للساعد.